# Мухер (язык)
Мухер, также мухар, — эфиосемитский язык, на котором говорит народ гураге, в горах к северу от города Чехи в Эфиопии.
Язык имеет два диалекта, которые названы в честь уникального местоимения «Я» первого лица: «ана» в əni/anä, «Ади» в adi/ädi (похож на язык соддо).